# 安達哲
安達 哲（あだち てつ、1968年2月10日 - ）は、日本の男性漫画家。東京都出身。

## 来歴
画塾に通い、高校卒業後は美術専門学校に顔を出すもすぐに行かなくなった。1986年、『卒業アルバム』が、第39回少年マガジン新人漫画賞にて特別入選。2003年、『バカ姉弟』で第7回文化庁メディア芸術祭マンガ部門優秀賞受賞。
代表作に『お天気お姉さん』など。車はアウディ、趣味は相撲錦絵鑑賞（1992年当時）。

## 作品リスト
- ホワイトアルバム（『週刊少年マガジン』、1988年21号 ‐ 1988年34号、全2巻）
- キラキラ!（『週刊少年マガジン』、1989年1・2合併号 ‐ 1990年25号、全8巻）
- さくらの唄（『週刊ヤングマガジン』、1991年1・2合併号 ‐ 1991年41号、全3巻）
- お天気お姉さん（『週刊ヤングマガジン』、1992年17号 ‐ 1994年29号、全8巻） - 実写作品として映画、オリジナルビデオ、テレビドラマ化されたほか、OVA化もされた。
- 幸せのひこうき雲（『ヤングマガジン増刊エグザクタ』、1997年第7号 - 第12号、全1巻）
- バカ姉弟（『週刊ヤングマガジン』、1999年29号 ‐ 不定期連載、『月刊ヤングマガジン』2016年3号（2016年2月20日発売）- 連載、既刊5巻。続編の「総天然色 バカ姉弟」既刊5巻） - 第7回文化庁メディア芸術祭マンガ部門優秀賞受賞
  - キング姉弟（『ヤングキング』2023年18号[4] - 連載中）
- トンビ（原作：史村翔洋、講談社、1996年、『ヤングマガジン15周年記念作品集 米「コメ」』掲載、モノクロ前後編、計77P）
- シュセンドー（原作：金成陽三郎、『ビジネスジャンプ』、2010年2号 ‐ 2010年11号、全1巻）

### 単行本未収録
- 子供たちをよろしく（『週刊ヤングマガジン』、1995年8月21・28合併号 No.35・36、頭3ページカラー以降モノクロ、41P）
- 安達　哲のヘイ！チャウチャウドッグ（『rockin'on』1995年8月号 - 1996年5月号掲載、1号につき2ページ掲載、モノクロ）
- 山内一清の妻（江口寿史 責任編集 『コミックキュー』掲載、1997vol.3、イーストプレス　モノクロ24P 読切）
- E-Oppersと企画でカラーポスター作品を掲載（『ヤングマガジンUppers』、1998.8.5号通巻8号）
- 女だらけ雀（原作：北海塩蔵、竹書房、『近代麻雀ゴールド』2000年7月 読切掲載  センターカラー30P）
- ギャル雀（原作：有元美保、竹書房、『近代麻雀ゴールド』2000年11月号 - 2001年11月号連載）
- シュー・マイスター柊圭吾（原作：大塚洋史、『ビジネスジャンプ』、2007年18号通巻620号 読切掲載　センターカラー52P）
- カメコとマダム（原作：樫田正剛、『ビジネスジャンプ』、2008年4号通巻632号 読切掲載　センターカラー35P）
- コドモ警察（『月刊ヒーローズ』、2013年4号 読切掲載　センターカラー22P 「case1.ガスパニック」「case2.男・ブル刑事」の２話を掲載）

### 対談
- PATI-PATI SPECIAL ISSUE  電気グルーヴマガジン（ピエール瀧との対談掲載、カラー2P、貴重な安達哲の写真2点も掲載、1992年ソニーマガジンズ）